# Ukrajna a 2006. évi téli olimpiai játékokon
Ukrajna az olaszországi Torinóban megrendezett 2006. évi téli olimpiai játékok egyik részt vevő nemzete volt. Az országot az olimpián 9 sportágban 52 sportoló képviselte, akik összesen 2 érmet szereztek.

## Érmesek
| Érem  | Versenyző                       | Sportág     | Versenyszám       |
| ----- | ------------------------------- | ----------- | ----------------- |
| Bronz | Lilija Jefremova                | Biatlon     | Női 7,5 km sprint |
| Bronz | Olena Hrusina Ruszlan Honcsarov | Műkorcsolya | Jégtánc           |

## Alpesisí
Férfi
| Versenyző        | Versenyszám            | 1. futam | 1. futam | 2. futam | 2. futam | Összesítés | Összesítés |
| Versenyző        | Versenyszám            | Idő      | Hely.    | Idő      | Hely.    | Idő        | Helyezés   |
| ---------------- | ---------------------- | -------- | -------- | -------- | -------- | ---------- | ---------- |
| Mikola Szkrjabin | Lesiklás               |          |          |          |          | 1:57,56    | 47.        |
| Mikola Szkrjabin | Műlesiklás             | 1:01,98  | 47.      | 57,98    | 35.      | 1:59,96    | 36.        |
| Mikola Szkrjabin | Óriás-műlesiklás       | 1:25,81  | 31.      | 1:25,04  | 26.      | 2:50,85    | 26.        |
| Mikola Szkrjabin | Szuperóriás-műlesiklás |          |          |          |          | 1:38,86    | 53.        |

| Versenyző        | Versenyszám | Lesiklás | Lesiklás | Műlesiklás | Műlesiklás | Műlesiklás    | Műlesiklás    | Műlesiklás | Műlesiklás | Összesítés | Összesítés |
| Versenyző        | Versenyszám | Lesiklás | Lesiklás | 1. futam   | 1. futam   | 2. futam      | 2. futam      | Össz.      | Össz.      | Összesítés | Összesítés |
| Versenyző        | Versenyszám | Idő      | Hely.    | Idő        | Hely.      | Idő           | Hely.         | Idő        | Hely.      | Idő        | Helyezés   |
| ---------------- | ----------- | -------- | -------- | ---------- | ---------- | ------------- | ------------- | ---------- | ---------- | ---------- | ---------- |
| Mikola Szkrjabin | Összetett   | 1:46,63  | 56.      | 51,21      | 36.        | nem ért célba | nem ért célba | kiesett    | kiesett    | kiesett    | kiesett    |

Női
| Versenyző         | Versenyszám      | 1. futam | 1. futam | 2. futam | 2. futam | Összesítés | Összesítés |
| Versenyző         | Versenyszám      | Idő      | Hely.    | Idő      | Hely.    | Idő        | Helyezés   |
| ----------------- | ---------------- | -------- | -------- | -------- | -------- | ---------- | ---------- |
| Julija Sziparenko | Műlesiklás       | 50,31    | 49.      | 52,95    | 42.      | 1:43,26    | 45.        |
| Julija Sziparenko | Óriás-műlesiklás | 1:10,43  | 46.      | 1:15,50  | 33.      | 2:25,93    | 35.        |

## Biatlon
Férfi
| Versenyző                                                                      | Versenyszám           | Lövőhiba    | Időeredmény | Helyezés |
| ------------------------------------------------------------------------------ | --------------------- | ----------- | ----------- | -------- |
| Olekszandr Bilanenko                                                           | 10 km sprint          | 0 (0+0)     | 28:26,6     | 34.      |
| Olekszandr Bilanenko                                                           | 20 km egyéni          | 3 (2+1+0+0) | 1:00:28,6   | 49.      |
| Vjacseszlav Derkacs                                                            | 10 km sprint          | 2 (0+2)     | 30:15,8     | 72.      |
| Andrij Derizemlja                                                              | 10 km sprint          | 2 (1+1)     | 28:15,2     | 27.      |
| Andrij Derizemlja                                                              | 12,5 km üldözőverseny | 4 (2+0+2+0) | 38:54,3     | 31.      |
| Andrij Derizemlja                                                              | 20 km egyéni          | 3 (3+0+0+0) | 59:47,2     | 39.      |
| Olekszij Korabejnyikov                                                         | 20 km egyéni          | 4 (0+2+1+1) | 1:01:17,8   | 54.      |
| Ruszlan Liszenko                                                               | 10 km sprint          | 2 (1+1)     | 28:56,6     | 44.      |
| Ruszlan Liszenko                                                               | 12,5 km üldözőverseny | 3 (1+1+0+1) | 40:16,4     | 41.      |
| Ruszlan Liszenko                                                               | 20 km egyéni          | 1 (0+1+0+0) | 57:16,6     | 18.      |
| Olekszandr Bilanenko Andrij Derizemlja Olekszij Korabejnyikov Ruszlan Liszenko | 4 × 7,5 km váltó      | 1+11        | 1:23:40,4   | 7.       |

Női
| Versenyző                                                     | Versenyszám         | Lövőhiba    | Időeredmény | Helyezés   |
| ------------------------------------------------------------- | ------------------- | ----------- | ----------- | ---------- |
| Lilija Jefremova                                              | 7,5 km sprint       | 0 (0+0)     | 22:38,0     |            |
| Lilija Jefremova                                              | 10 km üldözőverseny | 3 (0+1+2+0) | 39:09,8     | 8.         |
| Lilija Jefremova                                              | 12,5 km tömegrajtos | 6 (1+2+2+1) | 43:21,0     | 17.        |
| Lilija Jefremova                                              | 15 km egyéni        | 5 (2+2+0+1) | 55:28,0     | 36.        |
| Okszana Hvosztenko                                            | 7,5 km sprint       | 1 (0+1)     | 25:10,1     | 49.        |
| Okszana Hvosztenko                                            | 10 km üldözőverseny | 4 (1+1+2+0) | lekörözték  | lekörözték |
| Okszana Hvosztenko                                            | 15 km egyéni        | 1 (0+0+0+1) | 53:22,5     | 20.        |
| Nyina Lemes                                                   | 7,5 km sprint       | 2 (2+0)     | 25:13,5     | 50.        |
| Nyina Lemes                                                   | 10 km üldözőverseny | 5 (1+2+1+1) | 43:48,6     | 41.        |
| Olena Petrova                                                 | 7,5 km sprint       | 2 (0+2)     | 24:52,2     | 44.        |
| Olena Petrova                                                 | 15 km egyéni        | 3 (0+2+0+1) | 54:35,6     | 29.        |
| Valentina Szemerenko                                          | 15 km egyéni        | 3 (0+1+1+1) | 56:22,6     | 46.        |
| Okszana Hvosztenko Olena Petrova Nyina Lemes Lilija Jefremova | 4 × 6 km váltó      | 3+14        | 1:21:55,5   | 11.        |

## Északi összetett
| Versenyző         | Versenyszám        | Síugrás | Síugrás | Síugrás    | Sífutás | Sífutás | Összesítés | Összesítés |
| Versenyző         | Versenyszám        | Pont    | Hely.   | Időhátrány | Idő     | Hely.   | Idő        | Helyezés   |
| ----------------- | ------------------ | ------- | ------- | ---------- | ------- | ------- | ---------- | ---------- |
| Szerhij Gyacsuk   | Normálsánc + 15 km | 151,0   | 48.     | +7:26      | 40:42,1 | 28.     | 48:08,1    | 45.        |
| Szerhij Gyacsuk   | Nagysánc + 7,5 km  | 74,9    | 47.     | +3:23      | 18:21,1 | 20.     | 21:44,1    | 45.        |
| Volodimir Tracsuk | Nagysánc + 7,5 km  | 61,5    | 48.     | +4:17      | 19:40,8 | 45.     | 23:57,8    | 48.        |
| Volodimir Tracsuk | Normálsánc + 15 km | 140,0   | 49.     | +8:10      | 43:45,2 | 47.     | 51:55,2    | 48.        |

## Műkorcsolya
| Versenyző                                | Versenyszám  | Rövid program | Rövid program | Kűr    | Kűr   | Összesítés | Összesítés |
| Versenyző                                | Versenyszám  | Pont          | Hely.         | Pont   | Hely. | Pont       | Helyezés   |
| ---------------------------------------- | ------------ | ------------- | ------------- | ------ | ----- | ---------- | ---------- |
| Anton Kovalevszkij                       | Férfi egyéni | 63,41         | 16.           | 109,43 | 21.   | 172,84     | 20.        |
| Halina Manjacsenko-Jefremenko            | Női egyéni   | 41,25         | 24.           | 84,12  | 17.   | 125,37     | 20.        |
| Olena Ljasenko                           | Női egyéni   | 52,35         | 13.           | 81,73  | 18.   | 134,08     | 17.        |
| Tetyana Voloszozsar Sztanyiszlav Morozov | Páros        | 50,14         | 12.           | 98,24  | 12.   | 148,38     | 12.        |
| Julija Bilohlazova Andrij Beh            | Páros        | 43,85         | 17.           | 71,77  | 19.   | 115,62     | 18.        |

| Versenyző                       | Versenyszám | Kötelező tánc | Kötelező tánc | Eredeti (original) tánc | Eredeti (original) tánc | Kűr   | Kűr   | Összesítés | Összesítés |
| Versenyző                       | Versenyszám | Pont          | Hely.         | Pont                    | Hely.                   | Pont  | Hely. | Pont       | Helyezés   |
| ------------------------------- | ----------- | ------------- | ------------- | ----------------------- | ----------------------- | ----- | ----- | ---------- | ---------- |
| Olena Hrusina Ruszlan Honcsarov | Jégtánc     | 37,39         | 5.            | 59,29                   | 3.                      | 99,17 | 3.    | 195,85     |            |
| Julija Holovina Oleh Vojko      | Jégtánc     | 23,88         | 23.           | 39,92                   | 24.                     | 64,69 | 23.   | 128,49     | 23.        |

## Rövidpályás gyorskorcsolya
Férfi
| Versenyző           | Versenyszám | Előfutam | Előfutam | Negyeddöntő | Negyeddöntő | Elődöntő | Elődöntő | B döntő | B döntő | Döntő   | Döntő   | Helyezés |
| Versenyző           | Versenyszám | Idő      | Hely.    | Idő         | Hely.       | Idő      | Hely.    | Idő     | Hely.   | Idő     | Hely.   | Helyezés |
| ------------------- | ----------- | -------- | -------- | ----------- | ----------- | -------- | -------- | ------- | ------- | ------- | ------- | -------- |
| Volodimir Hrihorjev | 500 m       | 43,583   | 3.       | kiesett     | kiesett     | kiesett  | kiesett  | kiesett | kiesett | kiesett | kiesett | 17.      |
| Volodimir Hrihorjev | 1000 m      | 1:36,397 | 2.       | 1:29,168    | 5.          | kiesett  | kiesett  | kiesett | kiesett | kiesett | kiesett | 15.      |

## Síakrobatika
Ugrás
| Versenyző             | Versenyszám | Selejtező | Selejtező | Döntő   | Döntő    |
| Versenyző             | Versenyszám | Pont      | Helyezés  | Pont    | Helyezés |
| --------------------- | ----------- | --------- | --------- | ------- | -------- |
| Enver Ablajev         | Férfi       | 226,89    | 9.        | 150,48  | 12.      |
| Olekszandr Abramenko  | Férfi       | 149,47    | 27.       | kiesett | kiesett  |
| Ihor Isutko           | Férfi       | 153,04    | 26.       | kiesett | kiesett  |
| Sztanyiszlav Kravcsuk | Férfi       | 221,69    | 13.       | kiesett | kiesett  |
| Nagyija Gyidenko      | Női         | 136,91    | 20.       | kiesett | kiesett  |
| Tetyana Kozacsenko    | Női         | 147,51    | 18.       | kiesett | kiesett  |
| Olha Volkova          | Női         | 160,03    | 13.       | kiesett | kiesett  |

## Sífutás
Férfi
| Versenyző                                                            | Versenyszám     | Selejtező | Selejtező | Negyeddöntő | Negyeddöntő | Elődöntő | Elődöntő | B döntő | B döntő | Döntő         | Döntő         |
| Versenyző                                                            | Versenyszám     | Idő       | Hely.     | Idő         | Hely.       | Idő      | Hely.    | Idő     | Hely.   | Idő           | Helyezés      |
| -------------------------------------------------------------------- | --------------- | --------- | --------- | ----------- | ----------- | -------- | -------- | ------- | ------- | ------------- | ------------- |
| Olekszandr Batyuk                                                    | 15 km           |           |           |             |             |          |          |         |         | 43:17,4       | 63.           |
| Olekszandr Batyuk                                                    | 30 km           |           |           |             |             |          |          |         |         | 1:24:35,9     | 57.           |
| Ivan Biloszjuk                                                       | Sprint          | 2:21,97   | 40.       | kiesett     | kiesett     | kiesett  | kiesett  | kiesett | kiesett | kiesett       | 40.           |
| Mihajlo Humenyak                                                     | Sprint          | 2:28,72   | 62.       | kiesett     | kiesett     | kiesett  | kiesett  | kiesett | kiesett | kiesett       | 62.           |
| Mihajlo Humenyak                                                     | 30 km           |           |           |             |             |          |          |         |         | 1:22:24,6     | 46.           |
| Mihajlo Humenyak                                                     | 50 km           |           |           |             |             |          |          |         |         | 2:13:44,6     | 56.           |
| Roman Lejbjuk                                                        | 15 km           |           |           |             |             |          |          |         |         | 39:48,1       | 17.           |
| Roman Lejbjuk                                                        | 30 km           |           |           |             |             |          |          |         |         | 1:22:31,5     | 49.           |
| Vitalij Marciv                                                       | Sprint          | 2:22,30   | 42.       | kiesett     | kiesett     | kiesett  | kiesett  | kiesett | kiesett | kiesett       | 42.           |
| Vitalij Marciv                                                       | 15 km           |           |           |             |             |          |          |         |         | 42:57,4       | 60.           |
| Volodimir Olsanszkij                                                 | 15 km           |           |           |             |             |          |          |         |         | 42:39,6       | 56.           |
| Volodimir Olsanszkij                                                 | 50 km           |           |           |             |             |          |          |         |         | 2:16:14,7     | 62.           |
| Olekszandr Pucko                                                     | Sprint          | 2:30,99   | 66.       | kiesett     | kiesett     | kiesett  | kiesett  | kiesett | kiesett | kiesett       | 66.           |
| Olekszandr Pucko                                                     | 30 km           |           |           |             |             |          |          |         |         | 1:22:37,6     | 52.           |
| Olekszandr Pucko                                                     | 50 km           |           |           |             |             |          |          |         |         | nem ért célba | nem ért célba |
| Ivan Biloszjuk Vitalij Marciv                                        | Csapatsprint    | 18:50,4   | 9.        |             |             |          |          |         |         | kiesett       | 17.           |
| Roman Lejbjuk Volodimir Olsanszkij Olekszandr Pucko Mihajlo Humenyak | 4 × 10 km váltó |           |           |             |             |          |          |         |         | 1:50:01,9     | 14.           |

Női
| Versenyző                                                                   | Versenyszám    | Selejtező | Selejtező | Negyeddöntő | Negyeddöntő | Elődöntő | Elődöntő | B döntő | B döntő | Döntő         | Döntő         |
| Versenyző                                                                   | Versenyszám    | Idő       | Hely.     | Idő         | Hely.       | Idő      | Hely.    | Idő     | Hely.   | Idő           | Helyezés      |
| --------------------------------------------------------------------------- | -------------- | --------- | --------- | ----------- | ----------- | -------- | -------- | ------- | ------- | ------------- | ------------- |
| Katerina Hrihorenko                                                         | 10 km          |           |           |             |             |          |          |         |         | 31:16,6       | 44.           |
| Katerina Hrihorenko                                                         | 15 km          |           |           |             |             |          |          |         |         | 46:55,2       | 40.           |
| Katerina Hrihorenko                                                         | 30 km          |           |           |             |             |          |          |         |         | 1:31:36,9     | 42.           |
| Viktorija Jakimcsuk                                                         | Sprint         | 2:19,92   | 36.       | kiesett     | kiesett     | kiesett  | kiesett  | kiesett | kiesett | kiesett       | 36.           |
| Viktorija Jakimcsuk                                                         | 15 km          |           |           |             |             |          |          |         |         | 45:48,1       | 26.           |
| Viktorija Jakimcsuk                                                         | 30 km          |           |           |             |             |          |          |         |         | 1:26:32,2     | 22.           |
| Marina Malec-Liszohor                                                       | Sprint         | 2:20,79   | 43.       | kiesett     | kiesett     | kiesett  | kiesett  | kiesett | kiesett | kiesett       | 43.           |
| Marina Malec-Liszohor                                                       | 30 km          |           |           |             |             |          |          |         |         | nem ért célba | nem ért célba |
| Valentina Sevcsenko                                                         | 10 km          |           |           |             |             |          |          |         |         | 29:40,4       | 21.           |
| Valentina Sevcsenko                                                         | 15 km          |           |           |             |             |          |          |         |         | 44:13,6       | 14.           |
| Valentina Sevcsenko                                                         | 30 km          |           |           |             |             |          |          |         |         | 1:23:07,9     | 7.            |
| Tetyana Zavalij                                                             | 10 km          |           |           |             |             |          |          |         |         | 30:13,2       | 27.           |
| Tetyana Zavalij                                                             | 15 km          |           |           |             |             |          |          |         |         | 47:18,7       | 45.           |
| Marina Malec-Liszohor Tetyana Zavalij                                       | Csapatsprint   | 19:14,1   | 8.        |             |             |          |          |         |         | kiesett       | 16.           |
| Katerina Hrihorenko Tetyana Zavalij Viktorija Jakimcsuk Valentina Sevcsenko | 4 × 5 km váltó |           |           |             |             |          |          |         |         | 56:36,3       | 8.            |

## Síugrás
| Versenyző         | Versenyszám | Selejtező | Selejtező | 1. ugrás | 1. ugrás | 2. ugrás | 2. ugrás | Összesítés | Összesítés |
| Versenyző         | Versenyszám | Pont      | Hely.     | Pont     | Hely.    | Pont     | Hely.    | Pont       | Helyezés   |
| ----------------- | ----------- | --------- | --------- | -------- | -------- | -------- | -------- | ---------- | ---------- |
| Volodimir Boscsuk | Normálsánc  | 88,5      | 47.       | kiesett  | kiesett  | kiesett  | kiesett  | kiesett    | kiesett    |
| Volodimir Boscsuk | Nagysánc    | 30,6      | 51.       | kiesett  | kiesett  | kiesett  | kiesett  | kiesett    | kiesett    |

## Szánkó
| Versenyző                          | Versenyszám | 1. futam | 1. futam | 2. futam   | 2. futam   | 3. futam | 3. futam | 4. futam | 4. futam | Összesítés | Összesítés |
| Versenyző                          | Versenyszám | Idő      | Hely.    | Idő        | Hely.      | Idő      | Hely.    | Idő      | Hely.    | Idő        | Helyezés   |
| ---------------------------------- | ----------- | -------- | -------- | ---------- | ---------- | -------- | -------- | -------- | -------- | ---------- | ---------- |
| Lilija Ludan                       | Női egyes   | 47,439   | 7.       | 47,378     | 8.         | 47,150   | 4.       | 47,308   | 9.       | 3:09,275   | 6.         |
| Natalija Jakusenko                 | Női egyes   | 54,189   | 28.      | nem indult | nem indult | kiesett  | kiesett  | kiesett  | kiesett  | kiesett    | kiesett    |
| Andrij Kisz Jurij Hajduk           | Kettes      | 48,850   | 15.      | 48,327     | 14.        |          |          |          |          | 1:37,177   | 14.        |
| Oleh Zserebickij Roman Jazvinszkij | Kettes      | 50,897   | 19.      | nem indult | nem indult |          |          |          |          | kiesett    | kiesett    |